# Mammillaria moelleriana
Mammillaria moelleriana là một loài thực vật có hoa trong họ Cactaceae. Loài này được Boed. mô tả khoa học đầu tiên năm 1924.

## Hình ảnh

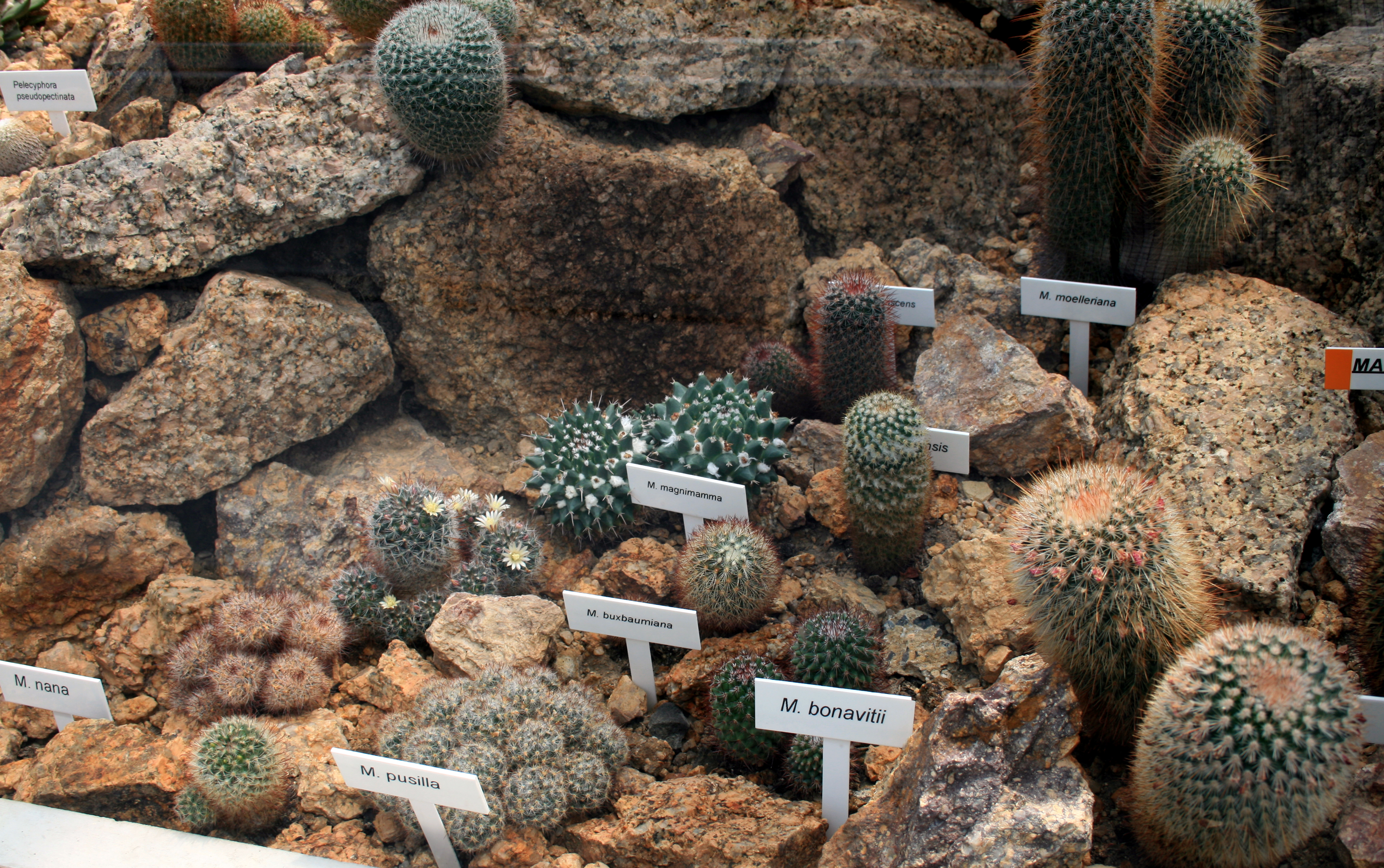